# دور-أثارا
Ingo Taleb Rashidدور-أثارة أو دور-أتخارا ، والمعروفة بشكل أكثر دقة باسم دور-أبي-هارا ، كانت مدينة قديمة في جنوب بابل .  قام الملك البابلي مردوخ-أبل-إيدينا الثاني ( توفي عام 702 ) بتحصين المدينة كجزء من حربه ضد سرجون الثاني ( 722-705 ) ،  ونقل " قبيلة غامبولو بأكملها " ( شعب آرامي  ) إليها .  وحفر قناة من نهر سورابو القريب ، مما تسبب في فيضان المنطقة بأكملها ، تاركًا المدينة في وضع " جزيرة اصطناعية ".  جاء هجوم سرجون على دور-أثارة في عام 710 ،  ووفقًا للسجلات الآشورية فقد اكتمل في يوم واحد .  نهب سرجون المدينة ورحل 18400 شخص منها ،  وبعد ذلك قدم زعماء غامبولو الجزية .  أطلق سرجون على المدينة اسمًا جديدًا ، وهو دور نبو ، وجعلها عاصمة مقاطعة جامبولو . 